# دوبیچه توفیوووتسه
دوبیچه توفیوووتسه (به لهستانی:  Dubicze Tofiłowce) یک روستا در لهستان است که در گمینا دوبیچه تسرکیونه واقع شده‌است.